# Świdnickie Studia Teologiczne
Świdnickie Studia Teologiczne – teologiczne czasopismo naukowe będące rocznikiem wydawanym przez Wyższe Seminarium Duchowne Diecezji Świdnickiej oraz Papieski Wydział Teologiczny we Wrocławiu. Pierwszy numer czasopisma opublikowano w 2004 r.    

## Kolegium redakcyjne
Źródło:: 
- bp prof. dr hab. Ignacy Dec – przewodniczący
- ks. dr hab. Dominik Ostrowski, prof. ucz. – zastępca przewodniczącego
- ks. dr Julian Nastałek – sekretarz / redaktor wydawniczy

## Punktacja czasopisma
W wykazie czasopism naukowych Ministerstwa Edukacji i Nauki z 9 lutego 2021 r. czasopismo uzyskało 20 punktów.